# Jeff Probyn
Jeffrey Alan Probyn (Bethnal Green, 27 de abril de 1956) es un periodista deportivo y exrugbista británico que se desempeñaba como pilar. Fue internacional con la Rosa de 1988 a 1993.

## Carrera
Debutó en la primera del Streatham-Croydon RFC, un pequeño club del ascenso inglés, y jugo allí hasta la temporada 1985-86, cuando fue reclutado por los poderosos Wasps RFC de la primera división.
La mayor y más importante parte de su carrera fue en los Wasps, con quienes ganó la Premiership 1989-90 y obtuvo tres subcampeonatos.
Su último club fueron los Bedford Blues, equipo de la segunda división, donde se retiró a los 42 años y siendo campeón de la RFU Championship 1997-98.

## Selección nacional
Geoff Cooke lo convocó a la Rosa para el Torneo de las Cinco Naciones 1988 y debutó ante Les Bleus.
Se retiró junto a Stuart Barnes, Wade Dooley, Mike Teague, Jonathan Webb y Peter Winterbottom, en la derrota 17-3 contra Irlanda por el Torneo de las Cinco Naciones 1993.

### Participaciones en Copas del Mundo
Cooke lo llevó a Nueva Zelanda 1987 como suplente de Gary Pearce y no llegó a debutar.
| Mundial                       | Sede          | Resultado        | PJ | Tries |
| ----------------------------- | ------------- | ---------------- | -- | ----- |
| Copa Mundial de Rugby de 1987 | Nueva Zelanda | Cuartos de final | 0  | 0     |
| Copa Mundial de Rugby de 1991 | Inglaterra    | Subcampeón       | 5  | 0     |

En Inglaterra 1991 fue titular indiscutido, formando la primera línea junto a la estrella Jason Leonard y el hooker Brian Moore. Probyn jugó todas las pruebas, incluida la final.

### Leones
En 1989 el escocés Ian McGeechan lo seleccionó a los Leones Británicos e Irlandeses para jugar la histórica prueba ante Francia, como parte de las celebraciones del bicentenario de la Revolución Francesa.
En 1990 McGeechan volvió a convocarlo para disputar The Skilball Trophy, un partido para recaudar fondos en beneficio de las víctimas de la Revolución rumana de 1989.

## Estilo de juego
Probyn era bastante delgado para ser pilar, no obstante está considerado uno de los mejores en su puesto, debido a su gran efectividad en los rucks y scrums. En 1989 representó a World XV y enfrentó a los Springboks.
Aprovechó la baja estatura para entrar a las formaciones muy por debajo del centro de gravedad de sus rivales más altos, inclinándose en un ángulo agudo que hacía difícil agarrarlo y los dominaba con su fuerza. Debido a su supremacía, algunos jugadores comenzaron a cortar las mangas de sus camisetas porque creían que así era como lograba llegar tan abajo en el scrum (usaba las mangas como palanca), pero descubrieron que no las usaba. Su técnica se usa desde entonces por los rugbistas más bajos y es considerada imbatible por los jugadores más altos.

### Palmarés
- Campeón del Torneo de las Seis Naciones de 1991 y 1992.
- Campeón de la Premiership Rugby de 1989-90.
- Campeón del RFU Championship de 1997-98.